# Adolfo Machado
Adolfo Abdiel Machado (født 14. februar 1985 i Panama City, Panama), er en panamansk fodboldspiller (midterforsvarer). Han spiller i Major League Soccer for Houston Dynamo, som han har repræsenteret siden 2017.

## Landshold
Machado har (pr. juni 2018) spillet 73 kampe og scoret ét mål for Panamas landshold, som han debuterede for 1. juni 2008 i en venskabskamp mod Guatemala. Han var en del af den panamanske trup til VM 2018 i Rusland.